# Systasis graminis
Systasis graminis är en stekelart som först beskrevs av Peter Cameron 1912.
Systasis graminis ingår i släktet Systasis och familjen puppglanssteklar. Inga underarter finns listade i Catalogue of Life.